# KTNニュース
『KTNニュース』（ケーティーエヌニュース）は、テレビ長崎で放送されているニュース番組。

## 放送時間
いずれもJST。
現在
- 月曜・水曜 22:54 - 23:00（ローカルニュース）※特番放送時は繰り下げ
- 火曜・木曜・金曜 20:54 - 21:00（ローカルニュース）※特番放送時は30 - 54分（金曜は58分）繰り下げ
- 日曜 6:00 - 6:15 （FNNニュースを改題）

過去
- 土曜 20:54 - 21:00
- 日曜 『日曜THEリアル!』内包のため時間不定（非内包時は20:54 - 21:00）

## 担当アナウンサー
原則としてローカルニュースを伝えるため、テレビ長崎のアナウンサー（一部は記者・ニュースデスクを兼務）が担当。

## 備考
- NNNとのクロスネット時代には、『KTNニューススポット』（NNNニューススポット）というタイトルで放送されていた。NNN離脱後には『KTNニューススポットFNN』になり、後に表題通りのタイトルに改められた。